# Kozłoduj (gmina)
Kozłoduj (bułg. Община Козлодуй) – gmina w północno-zachodniej Bułgarii, w obwodzie Wraca.

## Miejscowości
Miejscowości wchodzące w skład gminy Kozłoduj:
- Butan (bułg.: Бутан),
- Chyrlec (bułg.: Хърлец),
- Głożene (bułg.: Гложене),
- Kriwa bara (bułg.: Крива бара),
- Kozłoduj (bułg.: Козлодуй) – siedziba gminy.